# Liste der Biografien/Bori
Liste der Biografien |
Portal Biografien |
Personensuche
# |
A |
B |
C |
D |
E |
F |
G |
H |
I |
J |
K |
L |
M |
N |
O |
P |
Q |
R |
S |
T |
U |
V |
W |
X |
Y |
Z |
?
 
Ba |
Be |
Bd |
Bg |
Bh |
Bi |
Bj |
Bl |
Bm |
Bn |
Bo |
Br |
Bs |
Bu |
Bw |
By |
Bz
 
Boa–Boc |
Bod |
Boe |
Bof |
Bog |
Boh |
Boi–Bok |
Bol |
Bom |
Bon |
Boo |
Bop |
Boq |
Bor |
Bos |
Bot |
Bou |
Bov–Boz
 
Bora |
Borb |
Borc |
Bord |
Bore |
Borg |
Borh |
Bori |
Borj |
Bork |
Borl |
Borm |
Born |
Boro |
Borq |
Borr |
Bors |
Bort |
Boru |
Borv |
Borw |
Bory |
Borz
Die Liste der Biografien führt alle Personen auf, die in der deutschsprachigen Wikipedia einen Artikel haben. Dieses ist eine Teilliste mit 85 Einträgen von Personen, deren Namen mit den Buchstaben „Bori“ beginnt.

## Bori
- Bori, Lucrezia (1887–1960), spanische Opernsängerin (Sopran)
- Bori, Pier Cesare (1937–2012), italienischer Religionswissenschaftler

### Borib
- Böribajew, Alan (* 1979), kasachischer Dirigent

### Boric
- Borić, bosnischer Ban
- Boric Crnosija, Vladimiro (1905–1973), chilenischer Ordenspriester und römisch-katholischer Bischof
- Borić, Angelina (1907–1991), jugoslawische Psychologin und Sonderpädagogin
- Boric, Gabriel (* 1986), chilenischer Politiker der Partei Convergencia SocialGabriel Boric (* 1986)

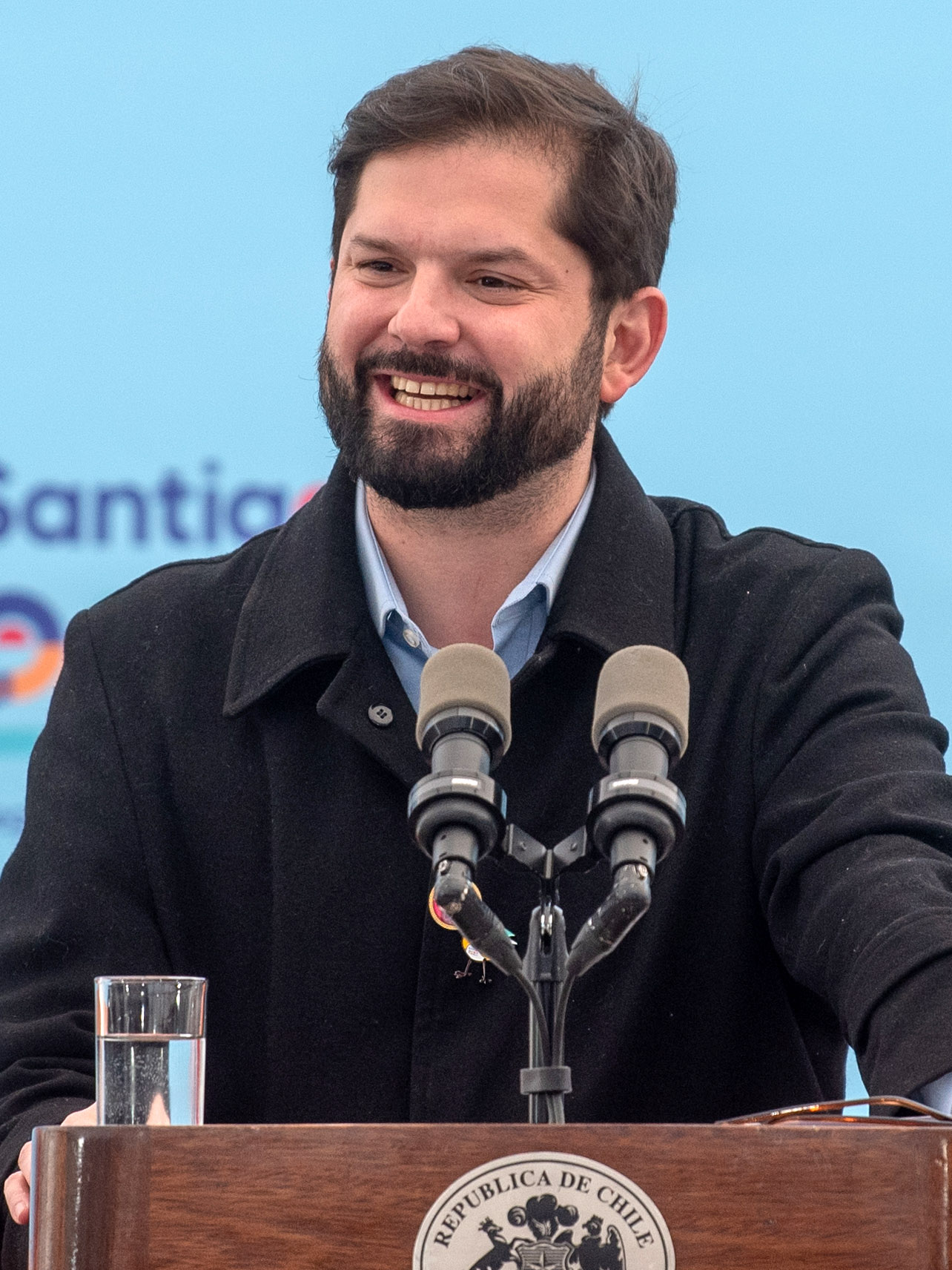
Gabriel Boric (* 1986)

- Borić, Tomislav (* 1962), österreichischer Rechtswissenschaftler
- Borich, Barrie Jean (* 1959), US-amerikanische Autorin
- Boriçi, Daut (1825–1896), albanischer Imam, Lehrer, Schulinspektor, Schuldirektor, Didaktiker, Sprachwissenschaftler und Mitglied der Liga von Prizren
- Boriçi, Loro (1922–1984), albanischer Fußballspieler und -trainer
- Böricke, Julius (1808–1888), sächsischer Jurist und Politiker
- Boricó, Miguel Abia Biteo (1961–2012), äquatorialguineischer Politiker, Regierungschef von Äquatorialguinea

### Borie
- Borie, Adolph E. (1809–1880), US-amerikanischer Politiker (Republikanische Partei)
- Borié, Egid Valentin Felix von (1719–1793), würzburgischer Hof- und Regierungsrat, erzherzoglich-österreichischer Staatsrat
- Borie, Macarena (* 1994), chilenische Sprinterin

### Borih
- Borihan, Direnc (* 1992), österreichischer Fußballspieler
- Boriharnvanakhet, Pakanit (* 1949), thailändischer Radrennfahrer

### Borik
- Borik, Hilde (1908–2007), österreichische Politikerin (SPÖ), Abgeordnete zum Burgenländischen Landtag
- Borik, Otto (* 1947), tschechisch-deutscher Schachspieler und -autor

### Boril
- Boril, Zar der Bulgaren (1207–1218)
- Borilă, Petre (1906–1973), rumänischer Politiker (PCR) und Generalleutnant

### Borim
- Borimirow, Daniel (* 1970), bulgarischer Fußballspieler

### Borin
- Borin, Per (* 1954), schwedischer Dirigent
- Boring, Alice Middleton (1883–1955), amerikanische Herpetologin
- Boring, Edwin (1886–1968), US-amerikanischer Experimentalpsychologe und Psychologie-Historiker
- Boring, Wayne (1905–1987), US-amerikanischer Künstler und Comiczeichner
- Borini, Fabio (* 1991), italienischer Fußballspieler
- Borini, Marisa (* 1930), italienische Pianistin und SchauspielerinMarisa Borini (* 1930)

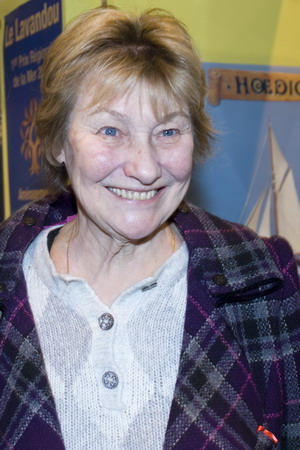
Marisa Borini (* 1930)

- Borino-Quinn, Denise (1964–2010), US-amerikanische Filmschauspielerin
- Borinski, Friedrich (1903–1988), deutscher Bildungsforscher
- Borinski, Karl (1861–1922), deutscher Germanist und Literaturhistoriker
- Borinski, Ludwig (1910–1998), deutscher Anglist

### Borio
- Borioli, Alina (1887–1965), Schweizer Lehrerin und Schriftstellerin

### Boris
- Boris, Fürst von Polozk
- Boris I. († 907), erster christlicher Khan der Bulgaren
- Boris II. († 977), Zar von Bulgarien
- Boris III. (1894–1943), bulgarischer KönigBoris III. (1894–1943)

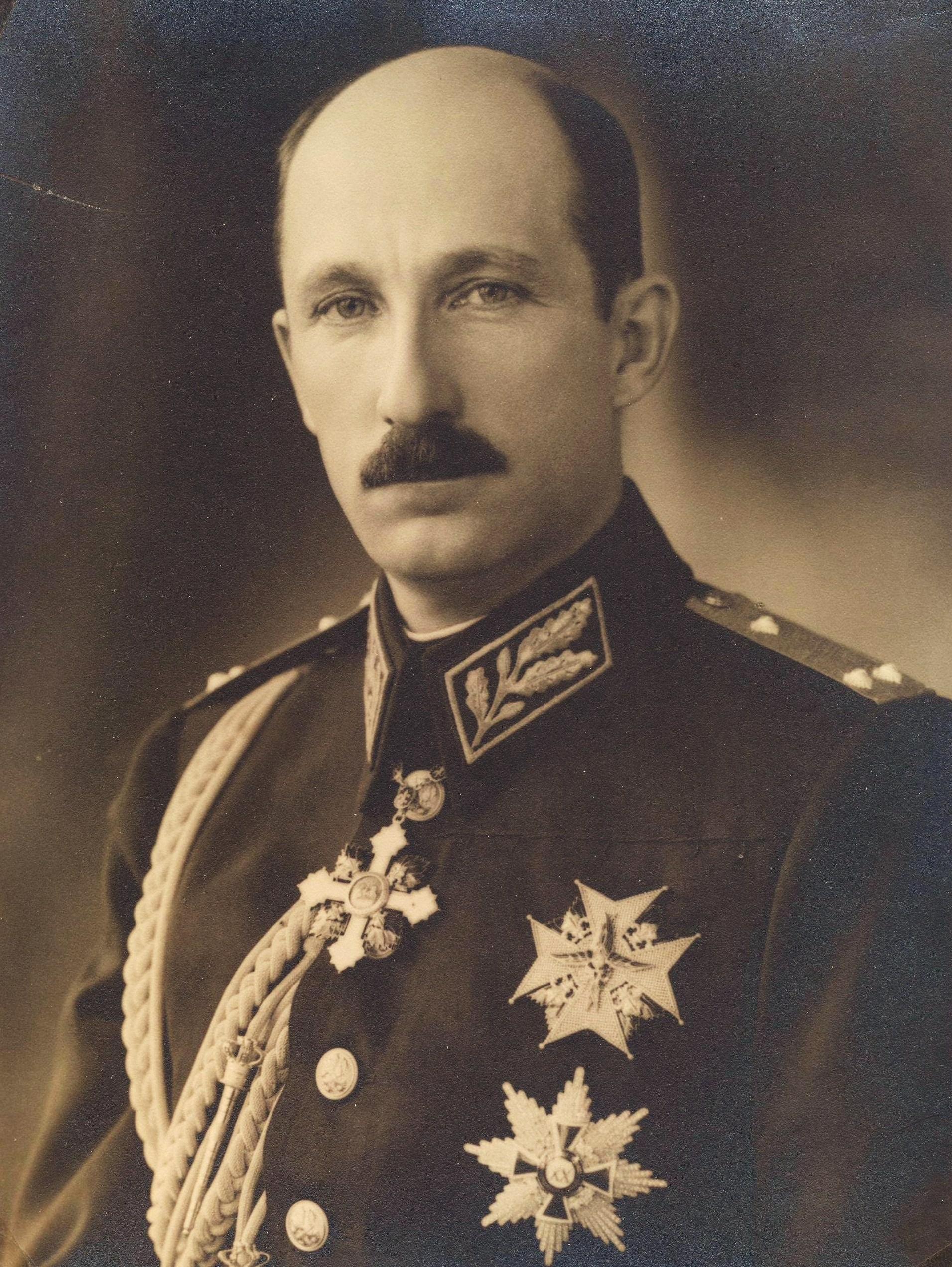
Boris III. (1894–1943)

- Boris von Newrokop (1888–1948), bulgarischer Geistlicher, Metropolit von Newrokop der bulgarisch-orthodoxen Kirche
- Boris, Angel (* 1974), US-amerikanische Schauspielerin
- Boris, Dieter (1943–2024), deutscher Soziologe, Lateinamerikawissenschaftler und Hochschullehrer
- Boris, Georges (1888–1960), französischer Politiker, Journalist und Wirtschaftstheoretiker
- Boris, Hugo (* 1979), französischer Schriftsteller
- Boris, Michael (* 1975), deutscher Fußballtrainer
- Boris, Otto (1887–1957), deutscher Kunstmaler und Tierschriftsteller
- Boris, Shane (* 1981), US-amerikanischer Filmproduzent
- Borisa, Bronius (* 1916), sowjetlitauischer Politiker
- Borisch, Helga (* 1939), deutsche Textilkünstlerin, Bühnenbildnerin, Malerin und Grafikerin
- Borišek, Jure (* 1986), slowenischer Schachspieler
- Borisevičius, Vincentas (1887–1946), litauischer Bischof von Telšiai
- Borisov, Roman (* 2002), russischer Pianist
- Borisova, Borislava (* 1951), schwedische Schachspielerin
- Borissenko, Andrei Iwanowitsch (* 1964), russischer Kosmonaut
- Borissenko, Georgi (1922–2012), sowjetischer Schachspieler und -trainer
- Borissenko, Grigori Olegowitsch (* 2002), russischer Fußballspieler
- Borissenko, Jewgeni Michailowitsch (* 1945), sowjetischer Sprinter
- Borissenko, Marija Wladimirowna (* 1986), russische Volleyballspielerin
- Borissenko, Walentina Michailowna (1920–1993), sowjetische Schachspielerin
- Borissow, Alexander Alexejewitsch (1866–1934), russischer Maler
- Borissow, Bojko (* 1959), bulgarischer Politiker
- Borissow, Borislaw (* 1954), bulgarischer Kanute
- Borissow, Gennadi Wladimirowitsch (* 1962), russischer Astronom
- Borissow, Igor Andrejewitsch (1924–2003), sowjetischer Ruderer
- Borissow, Igor Wladimirowitsch (* 1979), russischer Bogenbiathlet
- Borissow, Iwan (* 1979), kirgisischer Skirennläufer
- Borissow, Jassen (* 1970), bulgarischer Badmintonspieler
- Borissow, Jewgeni Walerjewitsch (* 1984), russischer Hürdenläufer
- Borissow, Juri Alexandrowitsch (* 1992), russischer SchauspielerJuri Alexandrowitsch Borissow (* 1992)

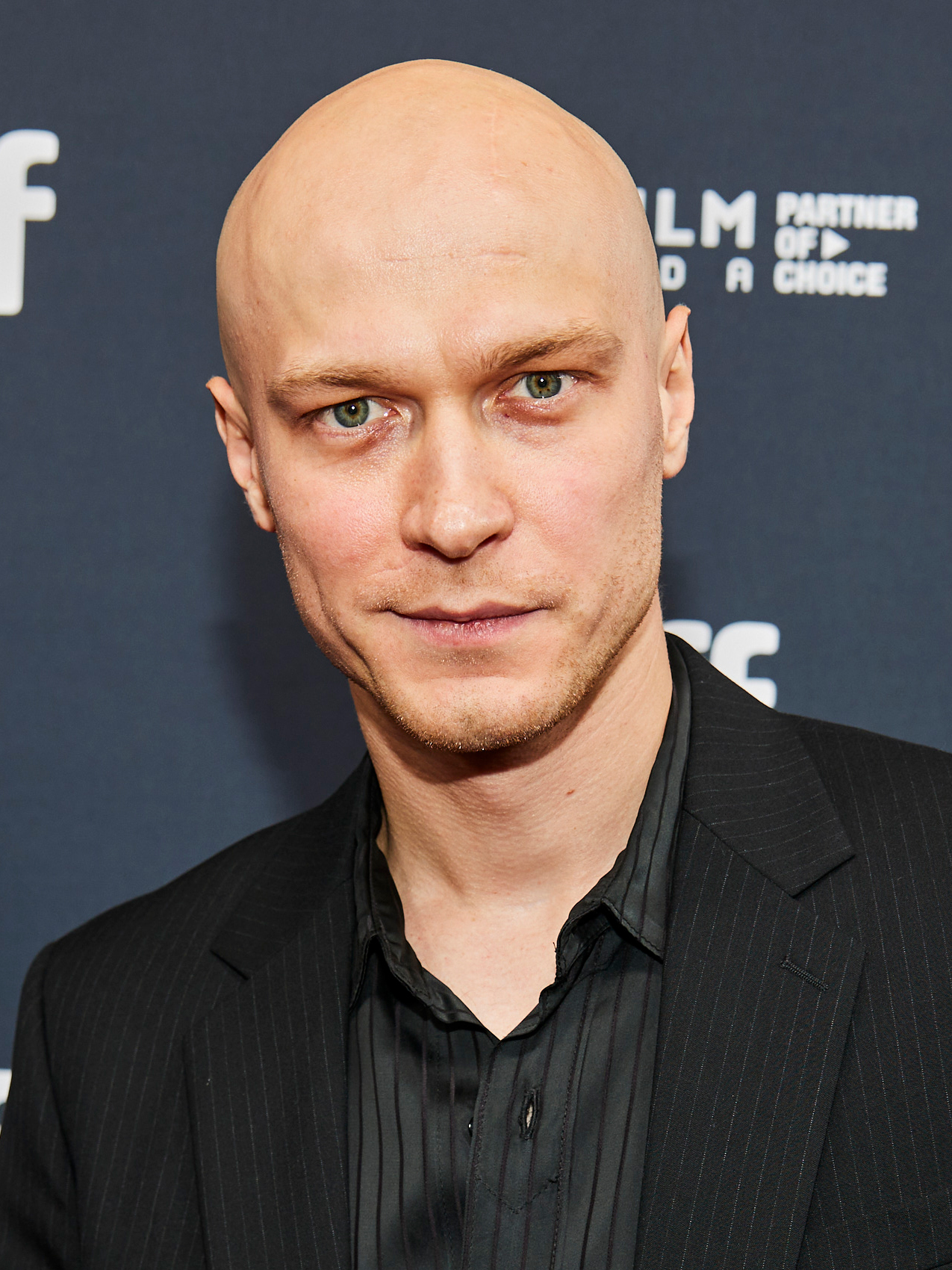
Juri Alexandrowitsch Borissow (* 1992)

- Borissow, Juri Iwanowitsch (* 1956), russischer Politiker und stellvertretender Verteidigungsminister der Russischen Föderation
- Borissow, Konstantin Sergejewitsch (* 1984), russischer Kosmonaut
- Borissow, Lew Iwanowitsch (1933–2011), russischer Theater- und Filmschauspieler
- Borissow, Preslaw (* 1977), bulgarischer Politiker der GERB, MdEP
- Borissow, Sergei Dmitrijewitsch (* 1985), russischer Eishockeytorwart
- Borissow, Sergei Wladimirowitsch (* 1983), russischer Bahnradsportler
- Borissow, Wassili Fjodorowitsch (1922–2003), sowjetischer Sportschütze
- Borissow, Wladimir Fjodorowitsch (1961–2010), russischer Mathematiker
- Borissow, Wladislaw Wladimirowitsch (* 1978), russischer Radrennfahrer
- Borissow-Mussatow, Wiktor Elpidiforowitsch (1870–1905), russischer Maler
- Borissowa, Irina (* 2000), russische Badmintonspielerin
- Borissowa, Tatjana (* 1976), kirgisische Leichtathletin

### Borit
- Boritzer, Regina (* 1909), deutsch-israelische Sozialarbeiterin und Flüchtlingshelferin

### Boriv
- Bořivoj I., böhmischer Herzog aus dem Geschlecht der PřemyslidenBořivoj I.

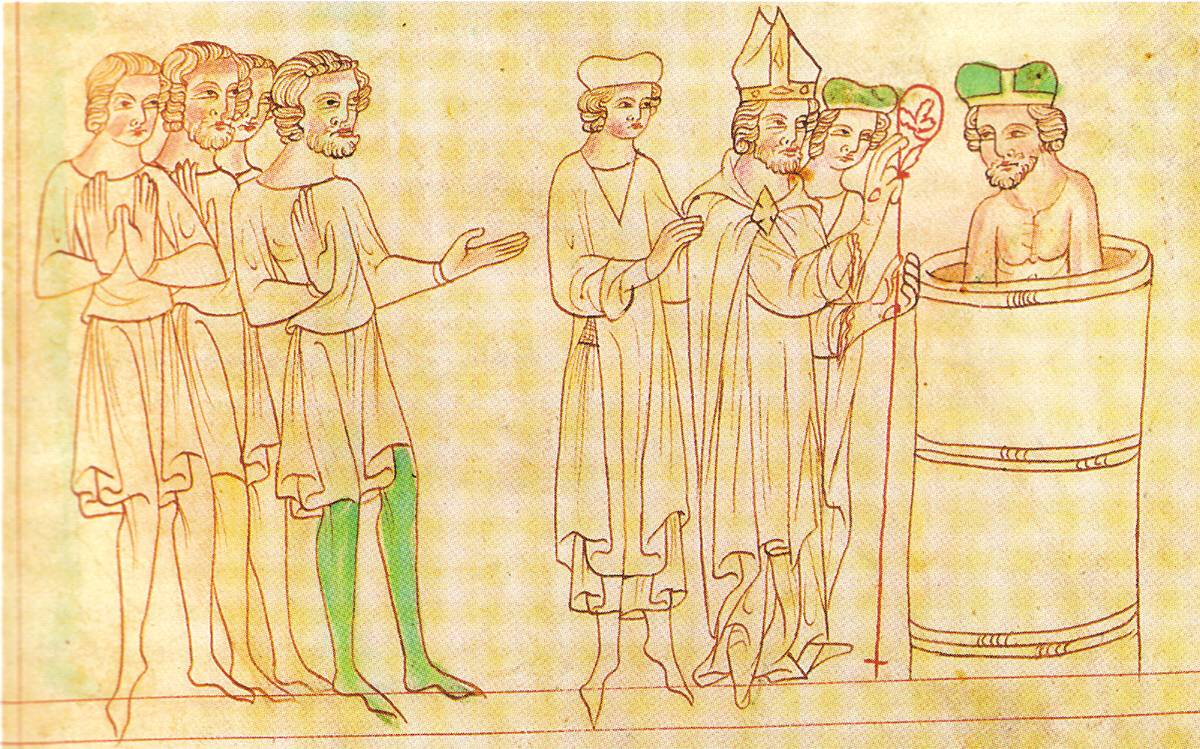
Bořivoj I.

- Bořivoj II. († 1124), Herzog von Böhmen
- Bořivoj von Prag, böhmischer religiöser Philosoph

### Boriz
- Borizée, Albert, französischer Turner